# Фрасибул
Фрасибул (греч. Θρασύβουλος, ок. 450—389 до н. э.) — древнегреческий афинский государственный деятель и полководец времён Пелопоннесской войны (431—404 гг. до н. э.).
Фрасибул происходил из незнатной, но состоятельной семьи. По политическим взглядам он был приверженцем умеренной демократии. В 411 году до н. э. он находился в афинском флоте на Самосе в качестве триерарха. После олигархического переворота в Афинах Фрасибул и Фрасилл возглавили демократическое движение на флоте и отказались подчиняться правительству. По инициативе Фрасибула во флот был приглашён изгнанный Алкивиад. В течение нескольких следующих лет (с 411 по 407 год до н. э.) афиняне вели успешные действия против спартанцев в регионе Черноморских проливов. В 406 году до н. э. Фрасибул участвовал в битве при Аргинусских островах.
После начала правления Тридцати тиранов Фрасибул, как и многие другие противники установившегося олигархического режима, был изгнан из Афин. В Фивах он возглавил демократическую оппозицию, которая решила свергнуть олигархию. В результате успешных действий войск Фрасибула в 403 году до н. э. была восстановлена демократия. Фрасибул на некоторое время стал самым влиятельным политиком Афин. Однако вскоре начались разногласия среди афинских вождей, и он стал терять своё влияние. Фрасибул принимал активное участие в Коринфской войне и неоднократно избирался стратегом. В 390 году до н. э. он возглавил экспедицию, в ходе которой афинское влияние было восстановлено во многих регионах Эгеиды. В 389 году до н. э. Фрасибул погиб в результате нападения жителей города Аспенд.

## Источники

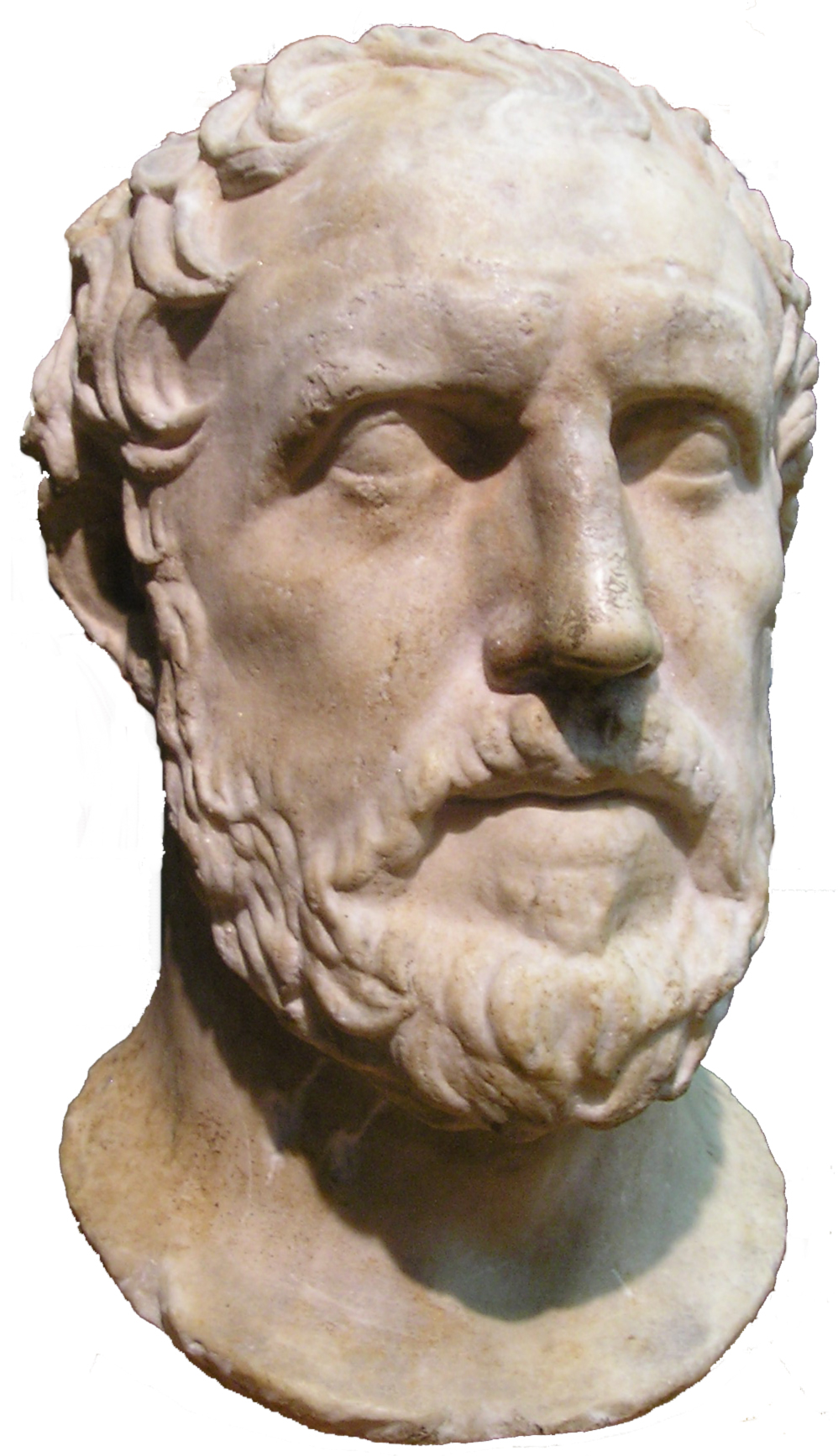
Бюст Фукидида

## Происхождение
Фрасибул, сын Лика, из дема Стирия, родился около 450 года до н. э. О социальном статусе его семьи ничего неизвестно. Вероятно, знатной она не была, но была состоятельной. Никаких биографических фактов из жизни Фрасибула вплоть до 411 года до н. э. в античных источниках не приводится. Высокие посты в полисе он не занимал, а начал свою карьеру на военном поприще. Когда произошёл олигархический переворот Четырёхсот, он был в афинском флоте на Самосе в качестве триерарха (командира одного военного корабля), но пользовался авторитетом среди сослуживцев. Согласно Плутарху, у Фрасибула был необычайно громкий голос, и этим он даже превосходил всех остальных афинян.

## Ионийская война

Самос и окрестности

Изгнанный из Афин Алкивиад, находясь при дворе персидского сатрапа Тиссаферна, начал переговоры с афинянами с целью возвращения на родину. В афинском флоте, базировавшемся на Самосе, возникло движение в пользу Алкивиада. Тот писал в послании, что готов перейти на сторону Афин и склонить персов к помощи афинянам, но ставил условием ликвидацию афинской демократии и установление олигархического режима.
Некоторые олигархически настроенные триерархи и стратеги отправили послов к Алкивиаду. Изгнанник обещал им финансовую помощь Тиссаферна. Между тем на Самосе возникло антиолигархическое движение. Началась партийная борьба между самосскими демократами и самосскими олигархами. Афиняне пришли на помощь демократам, и с их помощью утвердилась демократия, а её противники были частично изгнаны, частично — убиты. После этого самосцы и афиняне отправили послов в Афины с известием о произошедшем перевороте. В Афинах уже утвердился олигархический режим, и один из послов вернулся и сообщил морякам об этом. После получения этой новости среди демократически настроенных моряков началось сильное волнение. Вождями движения стали Фрасибул и Фрасилл. Они провозгласили демократию на Самосе. Войско избрало их стратегами, а тех стратегов, которых подозревали в олигархических настроениях, исключили из коллегии. По инициативе Фрасибула во флот был приглашён Алкивиад. После его прибытия они предложили немедленно вести флот на Афины против олигархического режима, но Алкивиад решил не отвлекаться от основной задачи — борьбы со спартанским флотом. Его поддержал Фрасибул.
Пелопоннесский флот в 73 корабля, которым командовал спартанский наварх Миндар, вышел из Милета и направился к Геллеспонту, где уже действовали 16 пелопоннесских кораблей, опустошавших Херсонес Фракийский. Фрасилл, получив известие об уходе эскадры Миндара на Геллеспонт, отплыл из Самоса с 55 триерами. После нескольких стычек на Лесбосе, где к Фрасиллу присоединился со своими судами Фрасибул, афинский флот также прибыл на Геллеспонт. К пелопоннесцам и афинянам прибыли новые корабли, и в итоге Миндар теперь располагал 86 триерами, а Фрасилл и Фрасибул — 76. Афиняне прибыли в Элеунт и там готовились к бою 5 дней, после чего направились на север, навстречу флоту Миндара.

Геллеспонт. Место битвы при Киноссеме указано красным крестиком

Афинский флот выстроился в одну линию и поплыл по направлению к Сесту вдоль побережья. Пелопоннесцы, завидев выдвижение афинян, вышли из Абидоса. Афиняне свои 76 кораблей растянули вдоль Херсонеса, пелопоннесцы с 86 кораблями развернулись вдоль малоазийского берега. Левым флангом афинян командовал Фрасилл, правым — Фрасибул. Правый фланг пелопоннесского флота занимали сиракузские корабли под командованием Гермократа, левый — быстроходные триеры во главе с Миндаром. Атаку начали пелопоннесцы, стремясь своим левым флангом охватить правое крыло афинян и заблокировать их в проливе. Однако афиняне растянули свой фланг, при этом слишком ослабив центр. При этом афинский флот уже прошёл мыс Киноссема, и из-за его острого выступа оба крыла афинян не видели друг друга. Атаковав центр афинского строя, пелопоннесцы оттеснили его к суше и преследовали афинских воинов и на суше. Ни Фрасибул, сражавшийся на правом фланге против превосходящих сил противника, ни Фрасилл, закрытый мысом от центра, не могли прийти ему на помощь. Но когда пелопоннесцы, преследуя отступающих афинян, нарушили свой строй, Фрасибул прекратил вытягивать фланг, напал на корабли пелопоннесцев и обратил их в бегство. Далее афиняне ударили на победоносную часть пелопоннесцев, заставив их в беспорядке отступить. Затем бежали и сиракузяне. Побеждённые пелопоннесцы бежали в Абидос. Афиняне, потеряв 15 кораблей, сами захватили 21 вражеский корабль, установили трофей на мысе Киноссема и выдали противнику тела их павших.
После этого афиняне направились к восставшему Кизику и покорили его, по пути разгромив небольшую спартанскую эскадру. Между тем к спартанцам прибыло подкрепление (14 кораблей) под командованием родосца Дориея. Афиняне вышли против него и попытались вызвать его на бой. На помощь Дориею приплыл Миндар, и завязалось сражение. Бой шёл с переменный успехом, как вдруг прибыл Алкивиад с 18 кораблями. Спартанцы обратились в бегство, моряки бежали на сушу под защиту персидского сатрапа Фарнабаза.

Кизик и окрестности

Между тем Миндар и Фарнабаз соединились и расположились в Кизике, а к афинскому флоту присоединились 20 кораблей под командованием Фрасибула и ещё 20 кораблей под командованием Ферамена. На протяжении нескольких лет три флотоводца — Алкивиад, Фрасибул и Ферамен — вели очень успешные действия против спартанцев. О каких-либо разногласиях или конфликтах между ними не сообщается в античных источниках. Видимо, Ферамен и Фрасибул признали Алкивиада верховным руководителем афинского флота. Алкивиад выступил с речью перед воинами, призывая дать сражение «на море, на суше и даже на стенах города». Затем он приказал скрытно выступить к Кизику под проливным дождём. В результате афинский флот отрезал флот Миндара от гавани Кизика. Боясь, что спартанцы отступят, увидев численное превосходство афинских судов, Алкивиад двинулся в атаку с сорока кораблями. В разгаре боя на спартанцев напали и все остальные афинские корабли. Спартанцы стали высаживаться на суше и обратились в бегство. Алкивиад немедленно высадился и преследовал отступающих. В этой резне погиб Миндар, а Фарнабаз сбежал. Спартанцы подверглись сокрушительному разгрому, их флот был захвачен и уничтожен, главнокомандующий погиб. Афиняне заняли Кизик, перебив небольшой спартанский гарнизон. В городе Хрисополь Алкивиад учредил таможню для взимания десятипроцентной пошлины с кораблей, идущих из Чёрного моря в Эгейское. Благодаря этому Афины получили новый источник доходов.

Схема боя при Кизике. Слева: флот Алкивиада (синий) выманивает спартанские корабли (чёрный) в море. Справа: эскадры Фрасибула и Ферамена заходят в тыл противника, не позволяя ему вернуться в город, а Алкивиад разворачивает свои корабли назад

В 410 году до н. э. армия Алкивиада базировалась в Лампсаке. Алкивиад соединился с Фрасиллом, и они совместно двинулись на Абидос. Против них выступил Фарнабаз с персидской конницей. Афиняне одержали победу в конном бою и до ночи преследовали персов.
В 409 году до н. э. Алкивиад выступил против Халкедона и Византия, бывших афинских союзников, которые перешли на сторону Спарты. Узнав о приближении афинян, халкедонцы собрали своё имущество и вывезли в дружественную им Вифинию, отдав на хранение фракийцам. Тогда Алкивиад прибыл в Вифинию и стал требовать выдачи имущества халкедонцев, угрожая войной в случае отказа. Фракийцы отдали ему имущество халкедонцев и заключили с ним мирный договор. После этого Алкивиад приступил к осаде Халкедона. Он окружил город стеной от моря до моря. Попытка вылазки осаждённых во главе со спартанским гармостом (наместником) Гиппократом закончилась неудачей, а сам Гиппократ пал в бою. Затем Алкивиад отплыл в Геллеспонт для сбора податей и взял город Селимбрию. Тем временем стратеги, осаждавшие Халкедон, заключили с Фарнабазом соглашение, по которому последний обязался выплатить контрибуцию, Халкедон возвращался в состав Афинской державы, а афиняне обязались более не разорять Даскилею, сатрапию Фарнабаза. Когда вернулся Алкивиад, Фарнабаз уговорил и его дать клятву соблюдать заключённое в Халкедоне соглашение.
После падения Халкедона афиняне в 408 году до н. э. осадили Византий. Афиняне снова стали окружать город стеной, рассчитывая взять Византий измором. В городе находился спартанский гарнизон во главе с гармостом Клеархом, а также союзные периэки, мегарцы и беотийцы. В уверенности, что никто не сдаст город афинянам, Клеарх уплыл к Фарнабазу за финансовой помощью. Когда он уплыл, несколько византийцев решили сдать город афинянам. Ночью заговорщики открыли ворота города. Афиняне немедленно заняли город и принудили силы Пелопоннесского союза сдаться. Византий пал. Черноморские проливы были полностью очищены от спартанских и персидских сил; афиняне восстановили контроль над этим стратегически важным регионом.
Теперь Алкивиад стремился на родину в ореоле победителя. Весной 407 года до н. э. Алкивиад, Ферамен и Фрасибул со всем блеском прибыли в Пирей во главе победоносного флота. Весь город, ликуя, вышел встречать победителей. Вскоре Алкивиад был избран стратегом-автократором — главнокомандующим сухопутных и морских сил с неограниченными полномочиями. Фрасибул продолжал оставаться стратегом, а Ферамена на этот раз не избрали. Вскоре Алкивиад провёл набор войска и отправился с флотом против восставшего Андроса. Он нанёс поражение андросцам и поддерживавшим их спартанцам, но сам город не взял. Фрасибул был оставлен с войском на острове, а Алкивиад отплыл. Затем Фрасибул с 15 кораблями поплыл к Фасосу, осадил главный город острова и принудил фасосцев вступить в союз с афинянами. После этого он дипломатическим путём склонил жителей Абдеры к союзу.
После поражения, которое потерпел афинский флот в отсутствие Алкивиада, народное собрание отстранило его от должности стратега-автократора и взамен назначило десятерых стратегов, в том числе Перикла Младшего и Фрасилла. Афиняне отправили на Лесбос сто десять триер, укомплектовав их как свободными гражданами, так и рабами, на помощь Конону. Ферамен и Фрасибул были триерархами в этом флоте. К этой армаде присоединились десять самосских и тридцать союзных кораблей. Афинский флот, всего насчитывавший сто пятьдесят кораблей, прибыл на Самос.
Узнав о приближении противника, спартанский наварх Калликратид оставил у Митилены пятьдесят кораблей под началом Этеоника стеречь Конона, а сам со ста двадцатью триерами направился навстречу афинянам, которые к этому времени подошли к Аргинусским островам и там ужинали. Встреча двух флотов произошла на рассвете следующего дня.
Афиняне одержали крупную победу в сражении. После этого афинский флот вернулся на Аргинусские острова. Спартанцы потеряли около семидесяти кораблей, в том числе девять из десяти лаконских кораблей. В сражении афиняне потеряли двадцать пять кораблей вместе с экипажами. После битвы стратеги поручили Ферамену и Фрасибулу собрать плававшие в воде трупы сограждан, чтобы предать их погребению на родине, но разразившаяся буря помешала им это сделать. Чтобы спастись от немилости демоса, они решились на опережающий ход — или вернулись в Афины раньше стратегов, или как-то доставили послание в Афины об этом — и развернули деятельность по обвинению стратегов.
Афинские стратеги, разбившие при Аргинусах спартанский флот, были отстранены от должностей и оказались обвиняемыми в неоказании помощи гибнувшим согражданам. Шесть стратегов вернулись в Афины, надеясь оправдаться. Их «обвинял целый ряд лиц, в особенности же Ферамен». Народное собрание начало склоняться на сторону полководцев, но голосование было отложено из-за наступающей темноты. Затем на празднике Апатурий Ферамен, согласно Ксенофонту, провёл такую инсценировку: он якобы убедил одетых в траурную одежду людей предстать перед народным собранием как родственников убитых при Аргинусах сограждан. Однако такое театрализованное действо вряд ли имело место, так как легко могло раскрыться в условиях полиса, где многие граждане были знакомы друг с другом. Согласно Диодору Сицилийскому, появление людей в трауре произошло спонтанно. На следующем заседании народного собрания шесть стратегов были осуждены на смерть, несмотря на возражения Сократа, входившего в состав судей. Впрочем, роль Ферамена в этих событиях, скорее всего, представлена в более негативном свете, чем на самом деле. У Ксенофонта «плохим» представлен именно Ферамен, а про роль Фрасибула в этих событиях он ничего не упоминает. Кроме того, Диодор Сицилийский писал, что стратеги первыми обвинили Ферамена и Фрасибула, отправив письма в Афины.

## Борьба с Тридцатью тиранами

Беотия и Аттика

После установления режима Тридцати тиранов последние изгнали некоторых влиятельных противников олигархии — Фрасибула, Анита и Алкивиада. Фрасибул и Анит, сбежавшие в Фивы, начали собирать там своих сторонников. Демократическую оппозицию возглавил Фрасибул, который решил вооружённым путём свергнуть тиранов. Зимой 404/403 г. до н. э. Фрасибул во главе отряда примерно из 70 человек вторгся из Беотии в Аттику. Ему удалось захватить укреплённый пункт Фила. Тираны с отрядом из трёх тысяч граждан подошли к Филе. Сначала они безуспешно попытались взять крепость штурмом, а потом приступили к осаде и стали строить осадную стену. Но ночью начался густой снег, и олигархические войска отступили в город. Тогда тираны отправили к Филе спартанский гарнизон и два отряда всадников, которые заняли позицию неподалёку от Фрасибула. Между тем численность отряда демократов достигла 700 человек. Режим Тридцати всё более терял влияние в народе. Затем изгнанники напали на войска тиранов. Разгромив спартанцев и всадников, демократы вернулись в Филу.
Ощущая, что их положение только ухудшается, Тридцать решили повести переговоры с Фрасибулом. Ему предложили место в коллегии Тридцати взамен казнённого Ферамена, но он решительно отказался. Тогда тираны решили на случай поражения приобрести убежище. Они прибыли в Элевсин, обманом арестовали его жителей, привели в Афины, произвели формальный судебный процесс над ними, обвинив в связях с демократами, и казнили.
«Много пришлось нам перенести несправедливостей: одни из нас были захвачены во время обеда, другие во время сна, третьи на рынке; некоторые не только не совершили никакого преступления, но даже в то время, как были объявлены изгнанниками, были вдали от родины. За всё это боги теперь явно выступили нам на помощь: когда нам это полезно, они ниспосылают грозу при ясном небе; благодаря их помощи нам удаётся, будучи малочисленными, побеждать в бою огромные полчища врагов и ставить трофеи».
Силы Фрасибула достигли тысячи человек. С ними он в мае 403 г. до н. э. занял Пирей. Критий с войском немедленно двинулся против демократов. Отряд Фрасибула попытался не пропустить их в Пирей, но затем все их силы были стянуты в Мунихию. Тридцать тиранов стояли на левом фланге. Демократы стояли на возвышенности, олигархические войска двинулись на них. В бою пали тираны Критий и Гиппомах. Перемирие, объявленное после битвы для сбора трупов, демократы использовали как возможность вступать в контакты с противниками и убеждать их в тщетности и бессмысленности гражданской распри.
На следующий день в Афинах Тридцать были свергнуты, и власть перешла к олигархической коллегии Десяти. Восстанавливать демократический строй афинские граждане не хотели, так как боялись мести со стороны изгнанников-демократов. Аттика по-прежнему оставалась расколотой. Стабилизации ситуации косвенно помогли события в Спарте. Там противостояли друг другу влиятельный полководец Лисандр и царь Павсаний, которого поддерживали эфоры. Законной власти в Спарте не нравилось усиление влияния Лисандра. Бежавшие в Элевсин Тридцать призвали на помощь Лисандра, а Десять — Павсания. В результате сначала в Аттику двинулся Лисандр, а затем — спартанский царь. Павсаний для виду напал на пирейских демократов и вынудил их отступить. Затем по его инициативе начались переговоры между пирейскими демократами и афинскими умеренными олигархами. Стороны пришли к соглашению о примирении на условиях обоюдной амнистии.
В сентябре Фрасибул и демократы вступили в Афины. Было принято несколько законов, запрещающих гражданам предъявлять друг другу претензии относительно того, что произошло в олигархическое правление. Амнистия не распространялась только на членов коллегий Тридцати, Десяти (правителей Пирея) и Одиннадцати (ведавшей политическим сыском). Олигархически настроенным гражданам предоставлялось право поселиться в Элевсине. На несколько лет Элевсин фактически стал независимым полисом.

## Межвоенный период
В 401 году до н. э. афиняне узнали, что элевсинцы набирают к себе на службу наёмников. Возможно, это явилось лишь поводом для объявления войны Элевсину, так как вряд ли достоверность этого известия проверяли, а на самом деле в Афинах решили воссоединить Элевсин с Афинами и для достижения этой цели пошли на провокацию. К Элевсину было направлено ополчение. Элевсинские стратеги были убиты, а остальных склонили к примирению, послав к ним друзей и родственников.
Вскоре после восстановления демократии начались разногласия среди афинских вождей. Увеличивал своё влияние умеренно-консервативный политик Архин. Когда Фрасибул предложил даровать гражданские права всем участникам возвращения из Пирея (в том числе рабам), Архин обжаловал его предложение. С ним согласилось большинство граждан, не желавших делиться своими привилегиями. Также одним из самых влиятельных политиков в эти годы был, наряду с Фрасибулом и Архином, Анит. На политической арене вновь появились демагоги, которые стали бороться за влияние на демос. В новых политических условиях Фрасибул терял своё влияние; к тому же он был в первую очередь человеком военным и не мог наравне состязаться с чисто «штатскими» политиканами.

## Коринфская война

Древняя Греция в классическую эпоху

В 395 году до н. э. началась новая война, Коринфская. На этот раз против спартанцев объединились Афины, Аргос, Фивы и Коринф. Кроме того, антиспартанскую коалицию поддержала Персия.
В 394 году до н. э. союзники собрали большую армию в Коринфе. Спартанцы собрали значительные силы против армии коалиции (афинским контингентом командовал Фрасибул). Армии встретились возле высохшего русла реки Немея в Коринфии, где произошло сражение, в котором спартанцы одержали победу. Как часто случалось в сражениях гоплитов, правые фланги обеих армий побеждали. Так, спартанцы побеждали афинян, в то время как фиванцы, аргивяне и коринфяне побеждали пелопоннесцев. Спартанцы затем напали на фиванцев, аргивян и коринфян, когда те возвращались после преследования побеждённых пелопоннесцев. Потери армии коалиции составили 2800 человек, а спартанцы и их союзники потеряли 1100 человек.
В 392 году до н. э. спартанцы предложили афинянам заключить мир, но по настоянию Фрасибула мирные предложения были отвергнуты. После отказа от мирных переговоров спартанцы в том же году послали небольшой флот под предводительством Экдика в Эгейское море для того, чтобы помочь олигархам, высланным с Родоса. Экдик приплыл в Книд и узнал, что демократы владеют гораздо большим количеством судов, чем он, и остался на Книде. Спартанцы тогда послали ему на помощь ещё один флот из Коринфского залива под командованием Телевтия. На Самосе Телевтий присоединил к своему флоту самосские корабли, отплыл в Книд и затем начал операцию против Родоса.
Встревоженные этими действиями спартанцев, афиняне послали флот из 40 трирем под командованием Фрасибула. Он, посчитав, что демократы на Родосе удержатся и без его помощи, поплыл в Геллеспонт. По пути он склонил несколько государств к дружбе с афинянами, затем в Византии сдал на откуп десятипроцентную пошлину с товаров, вывозимых с Чёрного моря, таким образом восстановив источник дохода, на который афиняне опирались в Пелопоннесской войне. После этого он приплыл на Лесбос, где при поддержке митиленцев победил спартанские войска, находившиеся на острове, и отвоевал много городов. Однако потом Фрасибул был убит жителями города Аспенда.

### Исследования
- Белох Ю. Падение демократии // Греческая история. — 3-е изд. — М.: ГПИБ, 2009. — Т. I.
- Егер О. Всемирная история. — М.: АСТ, Полигон. — Т. 1. Древний мир. — ISBN 978-5-17-050157-1.
- Кузищин В. И. Глава XV. Пелопоннесская война. 431—404 гг. до н. э. // История Древней Греции. — М.: Высшая школа, 1996. — ISBN 978-5-7695-7746-8.
- Курциус Э. История Древней Греции. — М.: Харвест, 2002. — Т. III. — ISBN 985-13-1123-5.
- Лурье С. Я. История Греции. — СПб.: Издательство С.-Петербургского ун-та, 1993. — 680 с.
- Сергеев В. С. История Древней Греции. — СПб.: Полигон, 2002. — 704 с. — ISBN 5-89173-171-1.
- Суриков И. Е. Глава IV. Рубеж веков: Ферамен, Критий, Фрасибул // Античная Греция: политики в контексте эпохи. Година междоусобиц. — М.: Русский Фонд Содействия Образованию и Науке, 2011. — 328 с. — ISBN 978-5-91244-030-4.
- Фрасибул // Энциклопедический словарь Брокгауза и Ефрона : в 86 т. (82 т. и 4 доп.). — СПб., 1890—1907.